# Йонним
Йонни́м (кор. 룡림군?, 龍林郡?) — уезд на юго-востоке провинции Чагандо, КНДР. Административный центр уезда — город Йонним.

## География
Йонним граничит с уездами Нанним, Чанджин, Чончхон, Тонсин, Тэхын и Сонган. Уезд горный. Тип гор похож на альпийские территории. Множество горных вершин, таких как Вагальбон (2260 м), Чхоныймульсан (2032 м), Наннимсан (2186 м), Мильпульдоксан (1577 м), Уносусан (2020 м), Томабон (1525 м), Пактальсан (1817 м), Тэдасан (1463 м), Сонамсан (1178 м).